# Chris Tanev
Christopher Tanev, detto Chris (20 dicembre 1989), è un hockeista su ghiaccio canadese.

## Carriera
In NHL ha indossato la maglia dei Vancouver Canucks (2010-2012; dal 2013).

## Palmarès

### Mondiali
- 1 medaglia:
  - 1 oro (Russia 2016)